# Josef Gerstmeyer
Josef Gerstmeyer (* 6. März 1801 in Wien; † 14. September 1870 ebenda; auch Josef Gerstmayer, Joseph Gerstmaier, Joseph Gerstmayer und Joseph Gerstmeyer) war ein österreichischer Landschaftsmaler.

## Leben
Josef Gerstmeyer war der Sohn eines Silberarbeiters. Er studierte von 1815 bis 1829 an der Akademie der bildenden Künste Wien, in deren Ausstellungen er von 1822 bis 1864 fast jedes Jahr vertreten war. Gerstmeyer schuf Ölgemälde, Aquarelle und Zeichnungen. Einige seiner Arbeiten wurden als Lithografien vervielfältigt. Seine Motive waren Ansichten von Wien und dessen Umland sowie Landschaften in Italien und in österreichischen Gebirgen, die er mehrmals bereiste. Er veröffentlichte zudem eine Zeichenschule mit Tierstudien nach Friedrich Gauermann.
Gerstmeyer starb im Alter von 69 Jahren an einem Lebertumor. Nach ihm wurde 1956 der Gerstmayerweg in Wien-Aspern benannt.